# Ágai Ágnes
Ágai Ágnes (Szeged, 1932. április 9. – 2024. június 27.) magyar író, költő, műfordító.

## Életpályája
Szülei Ágai Dezső (1900–1980) jogász, egyetemi oktató és Hasznos Etel. Tanulmányait a budapesti Pedagógiai Főiskola orosz szakán végezte 1951-től 1953-ig. 1953 és 1955 között az ELTE Idegennyelvi Lektorátusának lektora volt. 1953-tól 1956-ig az ELTE-BTK orosz–magyar szakán tanult. 1956 és 1970 között Budapesten tanárként dolgozott. 1957-től publikált. 1970-től 1989-ig a Móra Ferenc Könyvkiadó szerkesztője volt.

## Magánélete
1966-ban házasságot kötött Kis Tamással. Egy fiuk született: Ágai Kis András (1969).

## Művei
- Tótágas (gyermekversek, 1976)
- Nyuszikönyvek. Szovjet népek meséi (mesék, 1980)
- Városka a burnótos szelencében (mesék, 1982)
- Vásárfia (mesék, versek, 1983)
- A titkokat az ujjaimnak mondom el (gyermekversek, 1983, 2007)
- Minden lehetséges (versek, 1984)
- Akik ki akarták merni a tengert (antológia, 1984)
- Kamaszságok. Gyermekkönyv kamaszoknak (versek, 1985)
- Göndörű nyírfácska. Orosz versek és mesék gyermekeknek (válogatta és szerkesztette, 1986)
- Memória
- Mesék a szerelemről (válogatta és szerkesztette, 1987)
- Élősirató (versek, 1987)
- NEMzedék (versek, 1988)
- Drága Zsül! Levelek versben (1992)
- Az elterelt idő (versek, 1994)
- Fuit (versek, 1998)
- Hogy jön ide Picasso? (versek, 2003)
- Önarckép fintorokkal (versek, 2005)
- Ab szurd kák. Epés epigrammák, aforizmák és egyéb gondolatjátékok; Prexton, Bp., 2006
- Zénónak mondom… Útravaló unokámnak; Hungarovox, Bp., 2010
- Hol voltam, hol nem voltam. Levelek Zsombinak; Hungarovox, Bp., 2010
- Na, ne mondd! Párbeszélgetések; szerzői, Bp., 2011 (Z-füzetek)

## Műfordításai
- Ivan Olbracht: Vándorcirkusz (kisregény, 1960)
- Szergej Mihalkov: Miénk a világ, avagy a rakoncátlanság ünnepe (gyermekversek, 1977)

## Díjai
- Szocialista Kultúráért (1980)
- A Móra Könyvkiadó Nívódíja (1983)
- Év Gyermekkönyve díj (1989)